# Corynoptera calcaripotens
Corynoptera calcaripotens är en tvåvingeart som beskrevs av Shah Mashood Alam 1988. Corynoptera calcaripotens ingår i släktet Corynoptera och familjen sorgmyggor. Inga underarter finns listade i Catalogue of Life.